# Bangarmau
Bangarmau è una suddivisione dell'India, classificata come municipal board, di 31.626 abitanti, situata nel distretto di Unnao, nello stato federato dell'Uttar Pradesh. In base al numero di abitanti la città rientra nella classe III (da 20.000 a 49.999 persone).

## Geografia fisica
La città è situata a 26° 53' 60 N e 80° 13' 0 E e ha un'altitudine di 121 m s.l.m..

## Società

### Evoluzione demografica
Al censimento del 2001 la popolazione di Bangarmau assommava a 31.626 persone, delle quali 16.487 maschi e 15.139 femmine. I bambini di età inferiore o uguale ai sei anni assommavano a 5.181, dei quali 2.744 maschi e 2.437 femmine. Infine, coloro che erano in grado di saper almeno leggere e scrivere erano 17.743, dei quali 10.176 maschi e 7.567 femmine.